# Tandinsky (huyện)
Huyện Tandinsky (tiếng Nga: ? райо́н) là một huyện hành chính tự quản (raion), của Tuva, Nga. Huyện có diện tích 4867 km², dân số thời điểm ngày 1 tháng 1 năm 2000 là 14200 người. Trung tâm của huyện đóng ở Bay-Chaak.